# Пиърс Селърс
Пиърс Джон Селърс (на английски: Piers John Sellers) е американски астронавт и метеоролог. Той е роден през 1955 година в Кроубъроу, Англия, но от 1982 г. живее в Съединените щати, където работи за НАСА.

## Образование
Получава степента бакалавър по екология в Единбургския университет, а в Университета в Лийдс става доктор по биометеорология. Селърс е работил в областта на метеорологията и по-специално с компютърни системи за моделиране на климата.

## Кариера
През 1982 г. Селърс и семейството му напускат Великобритания и се преместват в Мериленд, САЩ. През 1984 г. прави опит да стане астронавт, но е възпрепятстван поради липсата на американско гражданство. Получава го през 1991 г.
Избран е за астронавт на НАСА през 1996 г.

## Полети

### Първи полет
Първия си полет в космоса прави през 2002 г. с космическата совалка „Атлантис“, полет STS-112. По време на този полет, Селърс прави три космически разходки с продължителност 19 часа и 41 минути. И трите излизания са свързани с изграждането на Международната космическа станция.

### Втори полет
Селърс извършва втория си полет на совалката „Дискавъри“, мисия STS-121 през юли 2006 г. По време и на този полет, Селърс извършва три космически разходки. Общата продължителност на излизанията в открития космос е 41 часа и 10 минути.

### Трети полет
Третия си полет в космоса прави през 2010 г. с космическата совалка „Атлантис“, мисия STS-132. Основният полезен товар на този полет е руския изследователски модул Рассвет (МРМ 1). Това е предпоследният полет на совалката „Атлантис“.
| Космически полети на Пиърс Джон Селърс                          | Космически полети на Пиърс Джон Селърс | Космически полети на Пиърс Джон Селърс | Космически полети на Пиърс Джон Селърс | Космически полети на Пиърс Джон Селърс |
| №                                                               | Дата                                   | КК                                     | Функции                                | Продължителност                        |
| --------------------------------------------------------------- | -------------------------------------- | -------------------------------------- | -------------------------------------- | -------------------------------------- |
| 1                                                               | 7 октомври 2002                        | „Атлантис“, мисия STS-112              | Специалист на мисията                  | 10 денонощия 19 часа 58 мин 44 сек.    |
| 2                                                               | 4 юли 2006                             | „Дискавъри“, мисия STS-121             | Специалист на мисията                  | 12 денонощия 18 часа 37 мин 54 сек.    |
| 3                                                               | 14 май 2010                            | „Атлантис“, мисия STS-132              | Специалист на мисията                  | 11 денонощия 18 часа 29 мин 9 сек.     |
| Сумарно време в космоса – 35 денонощия 9 часа 5 минути и 47 сек |                                        |                                        |                                        |                                        |